# Coro di Nuoro
Il Coro di Nuoro fu fondato a Nuoro nel 1952 da un gruppo di giovani appassionati del canto popolare e delle tradizioni di Nuoro.
Uno dei punti di riferimento per il coro è stato il maestro Gian Paolo Mele, che lo ha diretto per tanti anni. Mele era entrato a far parte del coro nel 1961, proponendo la sua prima composizione Adios, Nugoro amada. Inoltre aveva proseguito costantemente la ricerca di canti popolari e tradizionali della Sardegna e del recupero di numerose melodie. 
Le sue ricerche erano indirizzate agli aspetti più particolari della musicalità tradizionale sarda che vanno dal canto a tenore, al cantu a chiterra, ai canti sacri e profani della tradizione musicale nuorese. 
Quindi la valorizzazione di brani esistenti come No potho reposare, Deus ti salvet Maria, il Miserere, lo Stabat Mater, ecc., effettuando anche un'attività di recupero di motivi tradizionali che stavano rischiando di andare persi, come per esempio la canzone Sa parhistoria 'e balubirde recuperata e incisa nel 1966.  
Inoltre Mele aveva musicato diverse composizioni di alcuni poeti nuoresi, facendone dei veri canti popolari che sono divenuti patrimonio della cultura isolana, fra questi: Zia Tatana Faragone, Ninna nanna de Anton'Istene, Bobore Ficumurisca, Sa crapola, Su Battizzu (poesia di Sebastiano Satta), Su castanzeri, Su candelarju.

## Storia
Il Coro di Nuoro nasce a Nuoro nel 1952 per volere di un gruppo di giovani appassionati di musica, del canto popolare e delle tradizioni popolari di Nuoro, della Barbagia e anche del resto dell'isola.
Nel 1955 il coro aveva partecipato al festival musicale radiofonico Il campanile d'oro. Hanno collaborato con il coro veneto I Crodaioli di Bepi De Marzi. Nel febbraio 2018 viene a mancare lo storico Maestro Gian Paolo Mele Corriga. Il coro è in attività ed è diretto da Francesco Mele, figlio di Gian Paolo.

## Tournée
Il Coro di Nuoro si è esibito in Europa, America e Africa. Partecipa alle più importanti manifestazioni folkloristiche come l'Europeade del Folklore. 
Di particolare prestigio la partecipazione al concerto di Natale che si tiene a Roma, alla Camera dei Deputati. Tale evento, divenuto appuntamento fisso a partire dal dicembre 2005, ha visto il Coro di Nuoro protagonista due volte: nel 2006 e nel 2008. I concerti sono stati trasmessi in diretta televisiva sul canale satellitare della Camera dei Deputati.

## Discografia
- 1966 - La Sardegna nel canto e nella danza
- 1971 - Adios Nugoro amada
- 1972 - Coro di Nuoro - 3 Audiocassette - Aedo[1]
- 1975 - Canti popolari della Sardegna, Tirsu, LP. 715
- 191 - In occasione del festival mondiale del folklore, a Gannat, in Francia, partecipa all'incisione sintesi e festival con altri gruppi folkloristici partecipanti alla manifestazione folklore mondial
- 1995 - Antologia dei canti tradizionali della Sardegna